# Ráncoslemezű kígyógombácska
A ráncoslemezű kígyógombácska (Delicatula integrella) a pókhálósgombafélék családjába tartozó, Európában elterjedt, erdőkben korhadó fán élő, nem ehető gombafaj. 

## Megjelenése
A ráncoslemezű kígyógombácska kalapja 0,3-1 cm széles, fiatalon tojásdad, majd harang alakú, később kiterül, közepe benyomott maradhat. Széle szabálytalan, hullámos. Színe fiatalon fehér, idősebben sárgás. A közepét kivéve áttetsző.
Húsa vékony, törékeny. Íze és szaga nem jellegzetes. 
Lemezei érszerűek, távol állók, szabálytalanul hullámosak, gyakran elágazóak, vékony keresztfalakkal. Tönkhöz nőttek vagy kissé lefutóak. Színük fehér. 
Tönkje 5-25 mm magas és 0,5-1,5 mm vastag. Alakja hengeres, töve kissé bunkós. Színe fehér, kissé áttetsző. 
Spórapora fehér. Spórája ellipszoid vagy citrom, esetleg mandula alakú; felszíne sima, mérete 7,5-8,5 x 4-5 µm.

### Hasonló fajok
Az enyves kígyógomba hasonló élőhelyen található, de sárgás árnyalatú.  

## Elterjedése és termőhelye
Európában honos. Magyarországon nem gyakori.
A vizes, nedves élőhelyeket, patakpartokat, nedves erdőket kedveli, ahol a talajon vagy korhadó fán nő, kisebb csoportokban. Nyártól őszig terem.

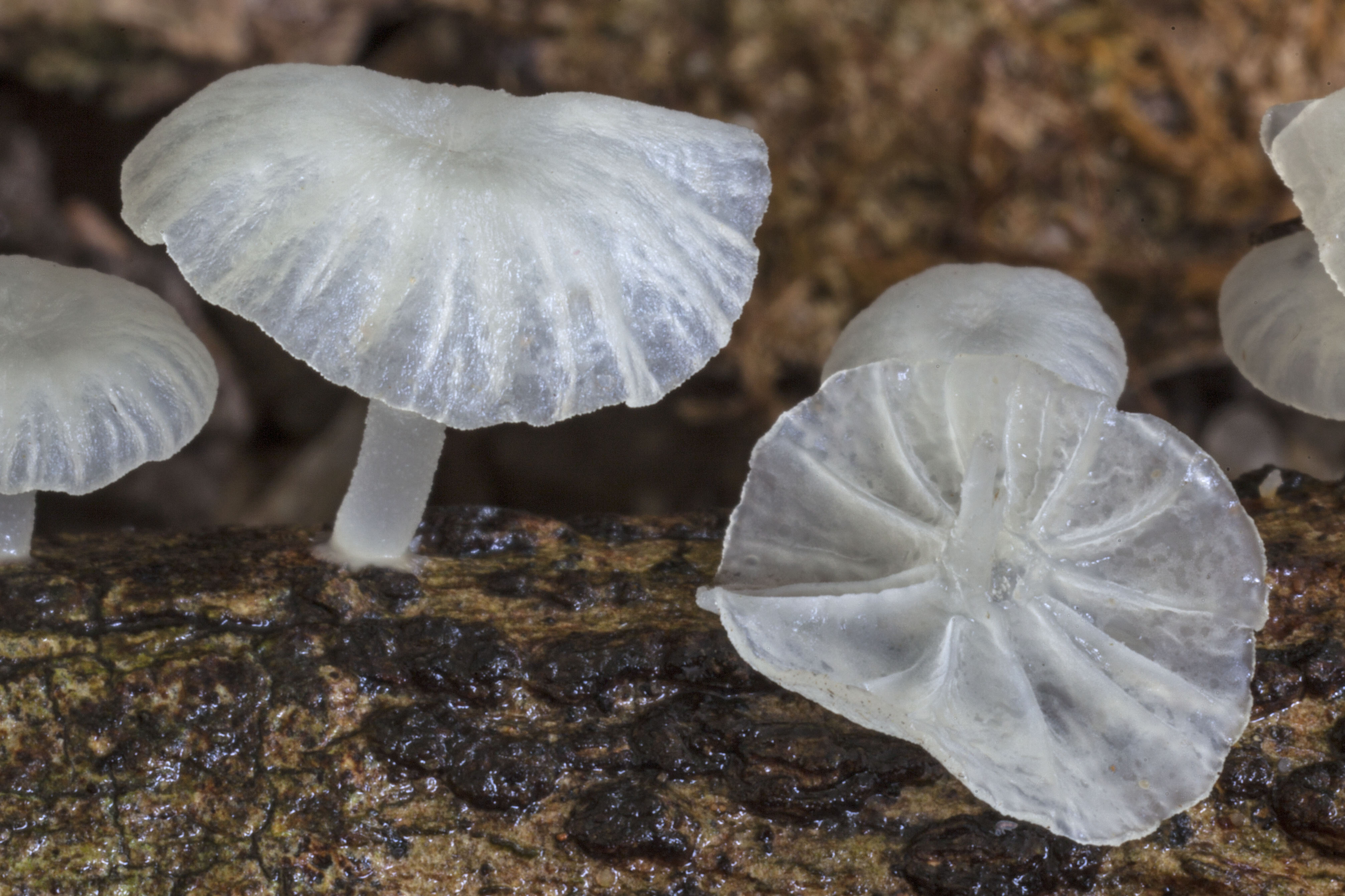
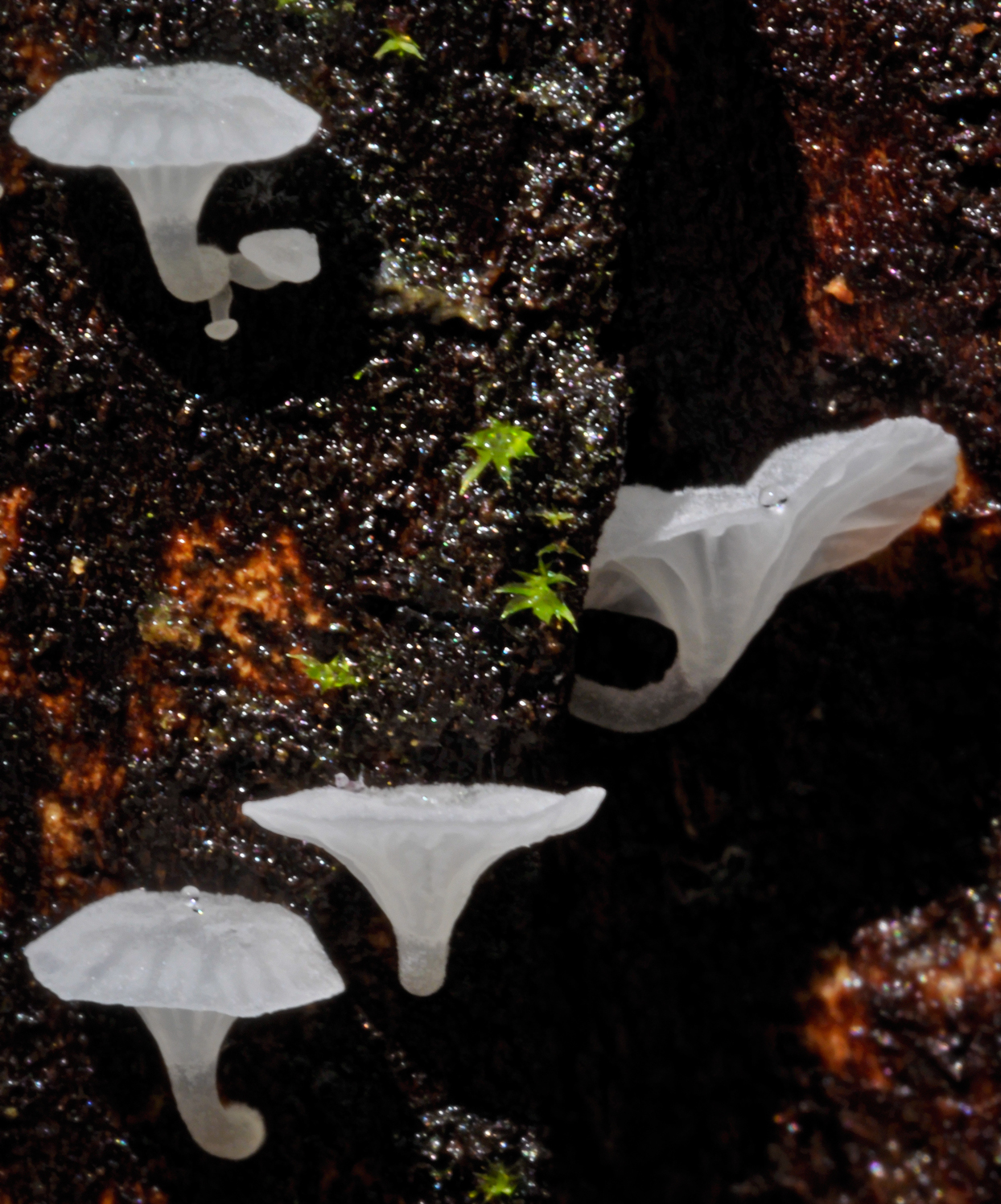
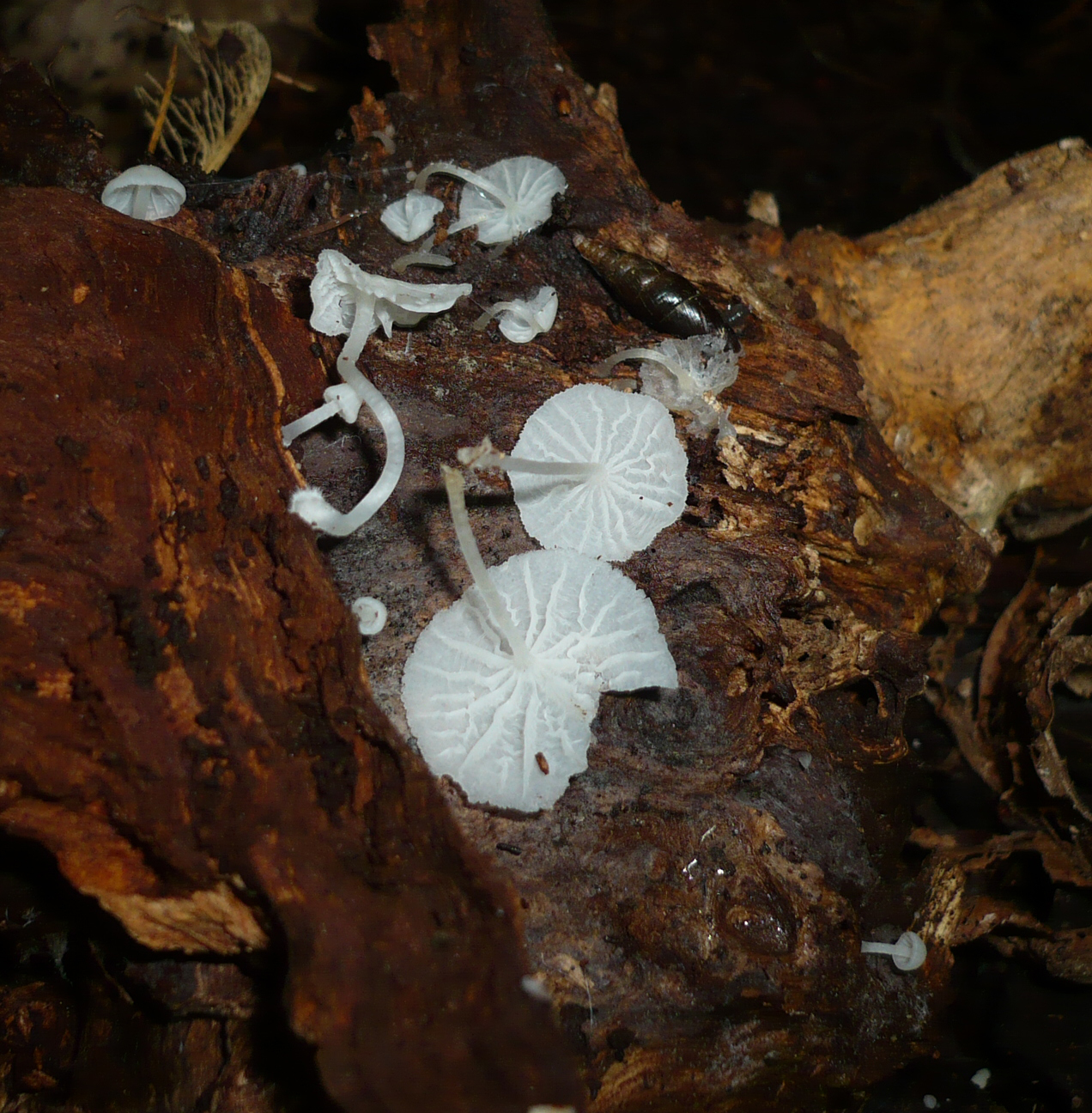
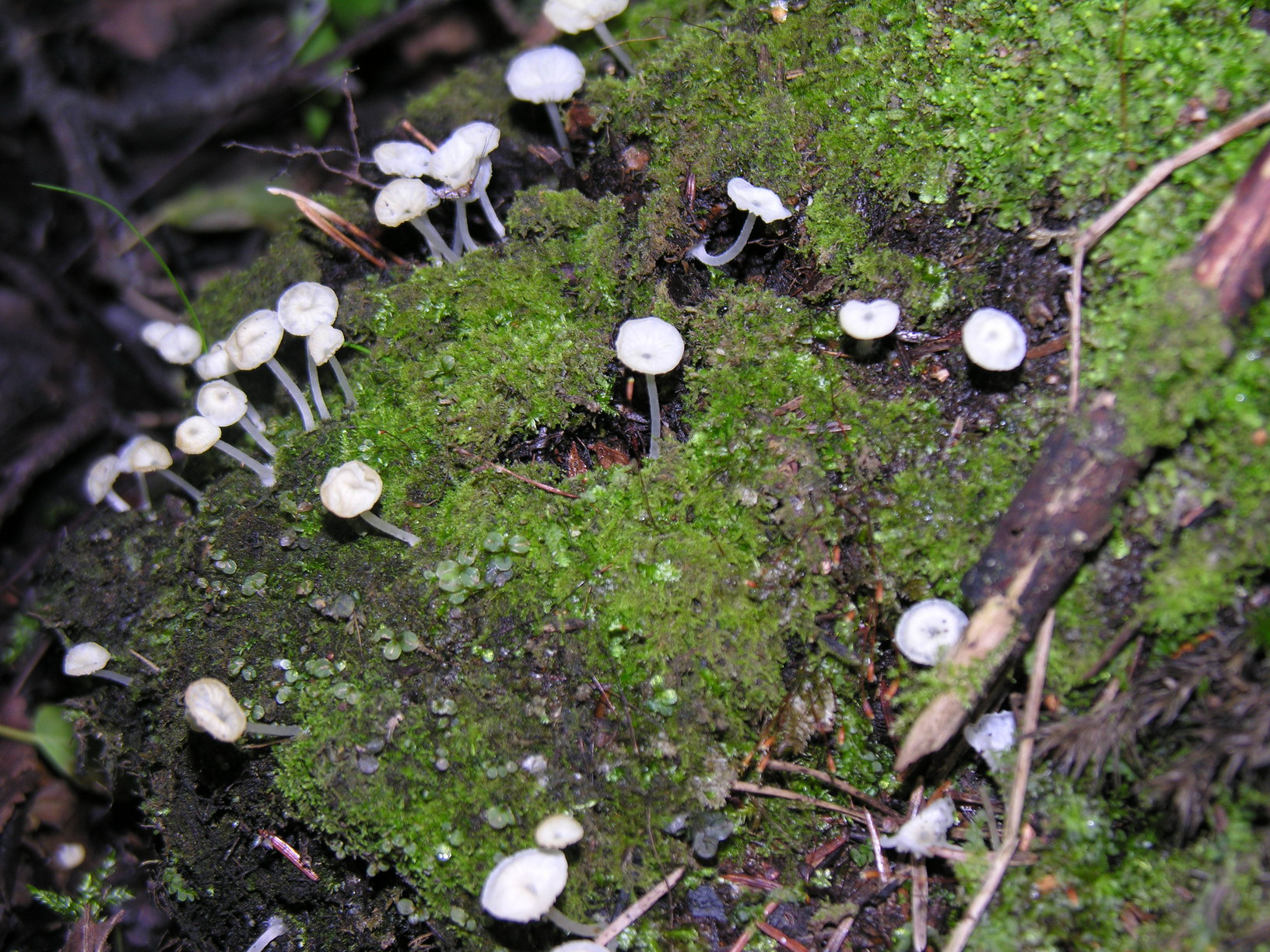

Nem ehető.  